# José Enrique Martínez de Genique
José Enrique Martínez de Genique (Àvila, 2 de gener de 1935) és un polític espanyol que va ser ministre d'Agricultura (1977-1978) amb Adolfo Suárez i posteriorment secretari d'Estat de Consum (1981) amb Calvo-Sotelo.

## Biografia
Està llicenciat en Ciències Econòmiques per la Universitat de Granada, en Dret per la de Madrid, i intendent mercantil per l'Escola Superior Central de Comerç. En 1960, ingressa en el Cos d'Inspectors dels tributs del ministeri d'Hisenda en les delegacions d'Hisenda de Huelva i Màlaga fins a 1971.

## Càrrecs polítics
Va començar la seva marxa sent secretari general de la Comissaria General de Proveïments i Transports. D'aquí va passar a ser director general d'Informació i Inspecció Comercial del Ministeri de Comerç, director general de Planificació Sectorial de la Presidència del Govern i president del Fons per a la Regulació i Ordenació de Preus i Productes Agraris FORPPA. Posteriorment, entre juliol de 1977 i febrer de 1978 va ser nomenat per Adolfo Suárez ministre d'Agricultura en el seu segon gabinet de govern en substitució d'Abril-Martorell. En 1981 va ser secretari d'Estat de Consum.